# Condado de Wellington
O Condado de Wellington é uma subdivisão administrativa da província canadense de Ontário. Sua capital é Guelph, embora o condado não tenha nenhum poder sobre esta cidade, o que faz de Guelph de facto uma cidade independente. Sua área é de 993 km², sua população é de 75 574 habitantes, e sua densidade demográfica é de 76 hab/km².